# Nikki Sixx
Nikki Sixx, ursprungligen Frank Carlton Serafino Feranna Jr., född 11 december 1958 i San Jose, Kalifornien, är en amerikansk rockmusiker och författare. Han är mest känd som basist och huvudsaklig låtskrivare i rockgruppen Mötley Crüe, men också för banden Sixx: A.M. och Brides of Destruction som han hade tillsammans med förre L.A. Guns-gitarristen Tracii Guns och Project 58. Sixx har även varit med i bandet Sister med Blackie Lawless och Randy Piper en kort period.
År 1981 ville Sixx starta det "ultimata hårdrocksbandet". Tillsammans med gitarristen Mick Mars, trummisen Tommy Lee och sångaren Vince Neil, bildade han bandet Mötley Crüe som snabbt blev populärt i Los Angeles och runt hela USA.
År 1987 tog Nikki en överdos heroin. Han hittades av bland andra Slash, gitarristen i Guns N' Roses, och förklarades död. Han var död i två minuter, och återupplivades sedan tack vare injicerat adrenalin. Denna incident var inspirationen till Mötley Crūe-låten "Kickstart My Heart".
Nikki Sixx har fem barn, tre med sin tidigare fru Brandi Brandt, ett med sin senare före detta fru, Playboy-modellen Donna D'Errico och ett med sin nuvarande fru, fotomodellen Courtney Sixx.
Biografin The Heroin Diaries: A Year in the Life of a Shattered Rock Star ("Spillror ur ett rockstjärneliv") är skriven av Nikki Sixx tillsammans med Ian Gittins och gavs ut 2007 och kom ut på svenska 2008 (BTM Books). Den 9 november 2007 var Nikki med i det svenska TV-programmet Musikbyrån där han intervjuades om sleazerocken.

## Diskografi (urval)
Album med Mötley Crüe
- Too Fast for Love (1981)
- Shout at the Devil (1983)
- Theatre of Pain (1985)
- Girls, Girls, Girls (1987)
- Dr. Feelgood (1989)
- Mötley Crüe (1994)
- Generation Swine (1997)
- New Tattoo (2000)
- Saints of Los Angeles (2008)

Album med 58
- Diet for a New America (2000)

Album med Brides of Destruction
- Here Come the Brides (2004)
- Runaway Brides (2005)

Album med Sixx: A.M.
- The Heroin Diaries Soundtrack (2008)
- This is Gonna Hurt (2011)
- 7 (2011)
- Modern Vintage (2014)
- Prayers for the Damned (2016)
- Prayers for the Damned, Vol. 2 (2016)